# Strandøre
 Der er for få eller ingen kildehenvisninger i denne artikel, hvilket er et problem. Du kan hjælpe ved at angive troværdige kilder til de påstande, som fremføres i artiklen.

Strandøre er en ca. 300 meter lang vej på Ydre Østerbro. Den begynder ved Strandpromenaden og var en del af ringvejen O2 indtil Nordhavnsvej åbnende, og ender ved Strandvejen.
Navnet er fra 1917, men skal foregive at være meget ældre. Det er et konstrueret navn, der spiller på beliggenheden nær ved Øresund, hvor efterstavelsen ”-øre” betyder ”gruset strandbred”, som vi kender det fra fx Helsingør, Dragør eller Sjælør. Disse navne er dog langt ældre.
Vejen er bebygget med palæagtige ejendomme og meget store villaer i 2-3 etager, på begge sider af vejen – i modsætningen til Strandpromenaden mod syd, hvor der kun er bebyggelse på den ene side af vejen.
Mod nord ligger der en lille park, som er sænket i forhold til vejen lige før Scherfigsvej. Naboerne hertil er bl.a. WHO nr. 7 (nu flyttet til Nordhavn) og Dansk Ungdoms Fællesråd. På hjørnet af Strandøre og Strandvejen anes der resterne af et gammelt gadeskilt, malet direkte på en husfacade.
Selvom den tunge trafik ledes ad Strandvejen og Strandvænget, er Strandøre kraftigt trafikeret, skønt den oprindeligt var anlagt som en stille villavej.

## Nævneværdige bygninger i gaden
- Nr. 2: Interessant rødt træhus, delvis af træ, fra 1917. Pudsigt, da det er knopskudt og ligner noget fra Bakken eller en gammel kolonihaveforening.

- Nr. 5: Karakteristisk bygning, der fungerer som kloakpumpestation HOFOR med et minaret-agtigt tårn som udluftning. Tidligere husede bygningerne modelbureau, dansestudie som har en biografsal. Matriklen Indgår i udviklingsplan for ny lejlighedsbebyggelse på Scherfigsvej 8 tidligere WHO.

- Nr. 8B: Egyptens ambassade.

- Nr. 17: Her boede tidligere landsretssagfører Kaj S. Oppenhejm.